# Phare de Hodbarrow
Le phare de Hodbarrow est un ancien phare situé sur Hodbarrow Point, près de Millom, dans le comté du Cumbria en Angleterre.
Il est maintenant protégé en tant que monument classé du Royaume-Uni depuis 1974.

## Histoire
Ce phare, construit en 1866, est une tour cylindrique en pierre de 18 m de haut, avec une galerie crénelée. La lumière était émise par une fenêtre en-dessous la galerie. Il a été construit et exploité à titre privé par la Hodbarrow Mining Company pour guider les bateaux vers ses mines de fer dans la zone d'Haverigg (en).
Le phare est inactif depuis 1905 et a été remplacé par le phare de Hodbarrow Haverigg. Le site premier est abandonné mais toujours accessible par un sentier de randonnée. Cette zone de l'estuaire du Duddon est, depuis 1990, un site d'intérêt scientifique particulier connu sous le nom de Hodbarrow RSPB reserve (en).
Identifiant : ARLHS : ENG-193.

### Lien connexe
- Liste des phares en Angleterre